# أدو دوت نت

هذه التقنية هي جزء من إطار عمل دوت نت 3.0 (موجودة منذ الإصدار 1.0)

أدو دوت نت هي الجزء من إطار عمل دوت نت الذي يستخدمها المبرمج للوصول إلى البيانات المخزنة في نظم قواعد البيانات العلائقية وتعديلها، على الرغم من أنه يمكن أيضا الوصول إلى البيانات الموجودة في المصادر غير العلائقية.
يعتبر أدو دوت نت في بعض الأحيان تطوراً من كائنات بيانات أكتف (أدو) (بالإنجليزية: ADO)‏، ولكنه يعتبر منتجاً جديداً تماماً لأنه يحوي تغييرات على نطاق واسع.

## وصلات خارجية
- الصفحة الرئيسية لأدو دوت نت من موقع شبكة مطوري ميكروسوفت